# بخش باتلر (ناکس کانتی، اوهایو)
بخش باتلر (به انگلیسی: Butler Township) یک منطقهٔ مسکونی در ایالات متحده آمریکا است که در شهرستان ناکس، اوهایو واقع شده‌است.
 بخش باتلر ۶۳٫۲ کیلومتر مربع مساحت و ۱٬۱۷۱ نفر جمعیت دارد و ۳۳۰ متر بالاتر از سطح دریا واقع شده‌است.